# Richmond, Louisiana
Richmond är en ort i Madison Parish i delstaten Louisiana, USA.